# Hortense Fiquet
Pour les articles homonymes, voir Fiquet.

Paul Cézanne (1839-1906), Hortense Cézanne en robe rouge, c.1890, musée d'art de São Paulo

Marie-Hortense Fiquet, née à Saligney (Jura), en France, le 22 avril 1850 et morte le 3 mai 1922 à Paris, est une modèle française, connue pour avoir été mariée à Paul Cézanne et pour les quarante-cinq portraits, des huiles principalement, que le peintre réalisa entre 1869 et la fin des années 1890.

## Biographie

### Enfance
Marie-Hortense Fiquet naît en 1850 à Saligney (dans le Jura, à une vingtaine de kilomètres de Dole). Elle est la fille aînée de Claude-Antoine Fiquet, fermier, et de Marie Déprez (ou Déprey), fille d'un forgeron. Ses parents s'installent à Paris quand elle a quatre ans, son père devient brocheur/relieur de livres. Sa mère meurt quand elle a dix-sept ans. 
Elle travaille comme brocheuse/relieuse (à cette époque les livres étaient cousus à la main) avec son père, à l'atelier Bénard 3, rue Erfurt à quelques mètres de leur domicile et sans doute couturière comme le laisse deviner un tableau de Cézanne intitulé de ce nom de métier par Ambroise Vollard et qui illustre en pleine page la page de titre de sa monographie sur Cézanne. Elle combine sa profession avec celle de modèle professionnel pour artistes à partir de 1869, alors que son père rentre dans le Jura, la laissant seule à Paris. Elle a 19 ans.

### Modèle professionnel
Surnommée "Biquette" ou la "belle Biquette" , elle a le physique musclé, une largeur d'épaules égale à celle des hanches et le visage au nez grec, front haut suivant les canons académiques recommandés alors. Elle a "une grâce naturelle, réservée et ennuyeuse " , elle pose à l'académie Suisse, un atelier de peinture parisien dirigé par « le père Suisse », un ancien modèle de David. Cette « académie » était un lieu de rencontre pour bon nombre d'artistes majeurs qui, au début de leur carrière, n'avaient pas les moyens de s'offrir les services de modèles professionnels et qui préparaient les Beaux-Arts. D'après l'arrière-petit-fils de l'artiste, Philippe Cézanne, elle a eu plusieurs aventures amoureuses.

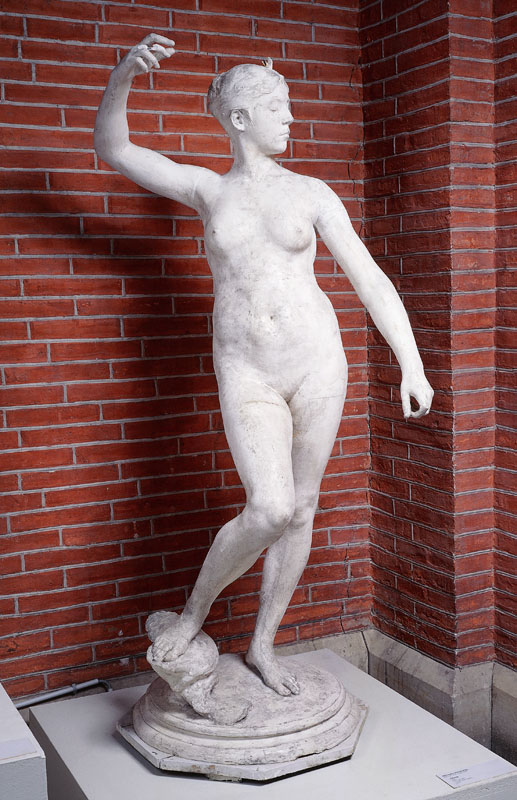
Alexandre Falguière - Diane - Musée des Augustins- Hortense Fiquet pose au moins entre ses 19 ans (1869) et ses 36 ans (1886) pour les peintres et les sculpteurs de l'École des Beaux-Arts de Paris dont Falguière

### La vie avec Paul Cézanne

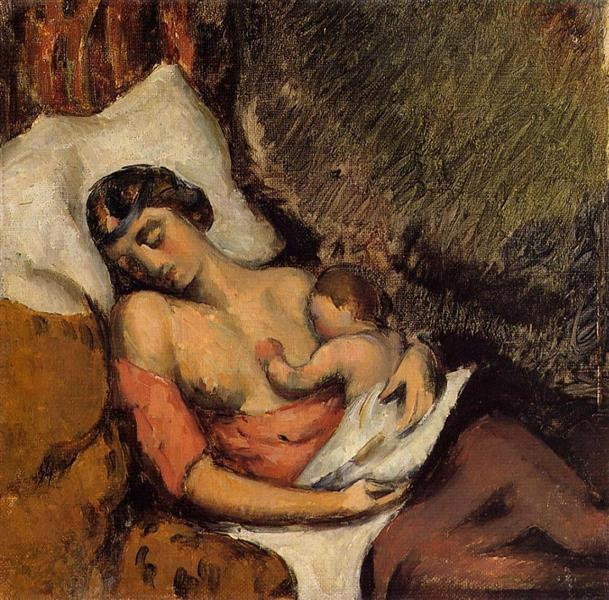
Hortense Fiquet allaitant Paul

C'est en ce lieu qu'elle fait connaissance de Cézanne, en 1869. Ils entament une relation amoureuse et lorsque la guerre franco-prussienne se termine en 1870, ils quittent Paris pour l'Estaque dans le sud de la France. Craignant d'offenser son père, Louis-Auguste Cézanne, un banquier aisé d'Aix-en-Provence, et donc de compromettre son allocation financière, il prend beaucoup de distance pour dissimuler sa liaison avec Hortense Fiquet, que Cézanne surnomme "La Boule".
L'existence de leur fils Paul « Le Boulet », né à Paris, 45 rue de Jussieu en 1872, est gardée secrète de Louis-Auguste pendant quelques années. Hortense Fiquet et Paul Cézanne s'installent à Auvers-sur-Oise, dans des conditions d'hygiène difficile et misérables, sous la protection bienveillante du Docteur Gachet , Hortense vit seule avec l'enfant dans la maison, selon Gachet " : « ….il loue une bicoque qui lui permet tout juste de peindre dehors, et ayant bien du mal à trouver les cent francs par an qu’il doit à Marguerite Drop, même en ne payant pas l’épicerie qu’il prend chez Rondest… » 
En 1872, le père d'Hortense est de retour à Lantenne dans le Doubs. En 1874, Hortense Fiquet s'installe au 120, rue de Vaugirard avec son fils, alors que le peintre Paul Cézanne, lui, passe l'été seul en Provence.
Le couple vit ainsi séparé une partie de l'année, elle à Paris avec son fils. Zola aide financièrement Hortense Fiquet, cependant que ni madame Zola, ni madame Gauguin ne l'apprécie, elle est régulièrement reçue par les Choquet, les amis collectionneurs de Renoir. Elle continue de poser, en particulier pour des sculpteurs académiques. Hortense Fiquet peut en effet poser plusieurs heures sans bouger, comme elle le faisait pour Paul Cézanne. Loin de Paul Cézanne entre 1872 et 1886, elle vit et pose pour d'autres membres du groupe impressionniste à Paris. En 1882, Hortense Fiquet est parfaitement intégré au groupe impressionniste, elle apparait dans un dessin de Georges Manzana-Pissarro, le fils du peintre en compagnie de Armand Guillaumin, Pissarro, Gauguin et Cézanne.

### Le mariage avec Paul Cézanne
Après seize ans de concubinage, Hortense Fiquet et Paul Cézanne se marient le 28 avril 1886, en présence des parents de l'artiste et avec le consentement du père de la mariée, bien qu'à cette époque Cézanne ait déclaré publiquement qu'il n'avait plus de sentiments pour elle. Décrite par un étudiant comme quelqu'un de pénible à vivre, Hortense Fiquet vit séparément de son mari durant une grande partie de leur vie conjugale, principalement car elle préfère la vie parisienne à celle plus champêtre qu'affectionne le peintre. Peu après la mort de Louis-Auguste Cézanne en octobre de cette même année 1886, à Aix, l'artiste s'installe avec sa femme et son fils dans un appartement, laissant sa sœur et sa mère qui n'aiment pas Hortense au Jas-de-Bouffan, et déclare mi-sérieux « Ma femme n'aime que la Suisse et la limonade ». Selon certains commentateurs, la distance psychologique entre mari et femme se reflète dans les portraits où elle donne l'impression d'être égocentrique.
Autoritaire mais d'une patience infinie et d'humeur égale, elle lit à Cézanne dans des crises d'insomnies ou de diabète des poèmes ou des écrits sur l'Art et elle l'accompagne dans ses séjours de cures thermales de soin.
Par son mariage, Hortense Cézanne, suivant l'article 1124 du code civil du code Napoléonien de 1804, est privée de ses droits et placée sous l'autorité maritale de Paul Cézanne. Claude Antoine Fiquet, le père d'Hortense, meurt le 13 décembre 1889 à Lantenne-Vertière dans le Doubs. C'est pour liquider la succession, dont Hortense est l'unique héritière, que Paul Cézanne et son épouse se rendent à Vertières et mettent aux enchères publiques en 1890 : 21 parcelles en nature de prés, labours, friches et vigne.
Paul Cézanne donne un tiers de ses rentes à Hortense Fiquet, un tiers à son fils, gardant le reste.

### Une femme frivole
Cézanne continue à peindre des portraits de sa femme jusque dans les années 1890. Il la déshérite des biens (droits sur la propriété de la Banque) de la famille Cézanne et lui rend les biens de la famille Fiquet, suivant le code Napoléon. Leur seul enfant, Paul (1872-1947) hérite de tous les biens de son père. Hortense dilapide au jeu l'argent reçu de son fils.
Coquette, élégante et aimant la mode et les robes, une légende sans doute apocryphe veut qu'elle n'ait pu arriver à temps pour voir une dernière fois, Cézanne à Aix pour s'être arrêtée chez un couturier pour s'acheter une robe.
Elle meurt le 3 mai 1922, dans l'appartement de son fils, 30 rue de Miromesnil, à Paris 8e.
Elle est inhumée au cimetière du Père-Lachaise à Paris, (90e division) avec son fils Paul que Auguste Renoir considérait comme son fils.

## En littérature
Hortense Fiquet aurait été la source d'inspiration pour un personnage de l'Œuvre, un roman d'Émile Zola qui paraît sous forme de série l'année avant le mariage des Cézanne. Dans le roman, Christine, également modèle, épouse un peintre. Le livre cependant n'est pas biographique au sens strict ; bien que le peintre de fiction ait quelques points communs avec Cézanne, Christine pose nue, bien loin des portraits chastes de Fiquet peints par Cézanne et rappelle davantage Le Déjeuner sur l'herbe d'Édouard Manet. Si le public parisien reconnaît Manet dans le personnage du peintre Claude Lantier, un mythe littéraire veut que  Cézanne ait eu le sentiment que son amie et lui étaient les personnages du roman. Il aurait remercié sèchement Zola de l'envoi du roman et n'aurait jamais revu son ami qu'il fréquentait depuis leur scolarité. Cette légende a été infirmée en 2016 par la publication des lettres croisées de Zola et Cézanne par Henri Mitterand .

## Galerie

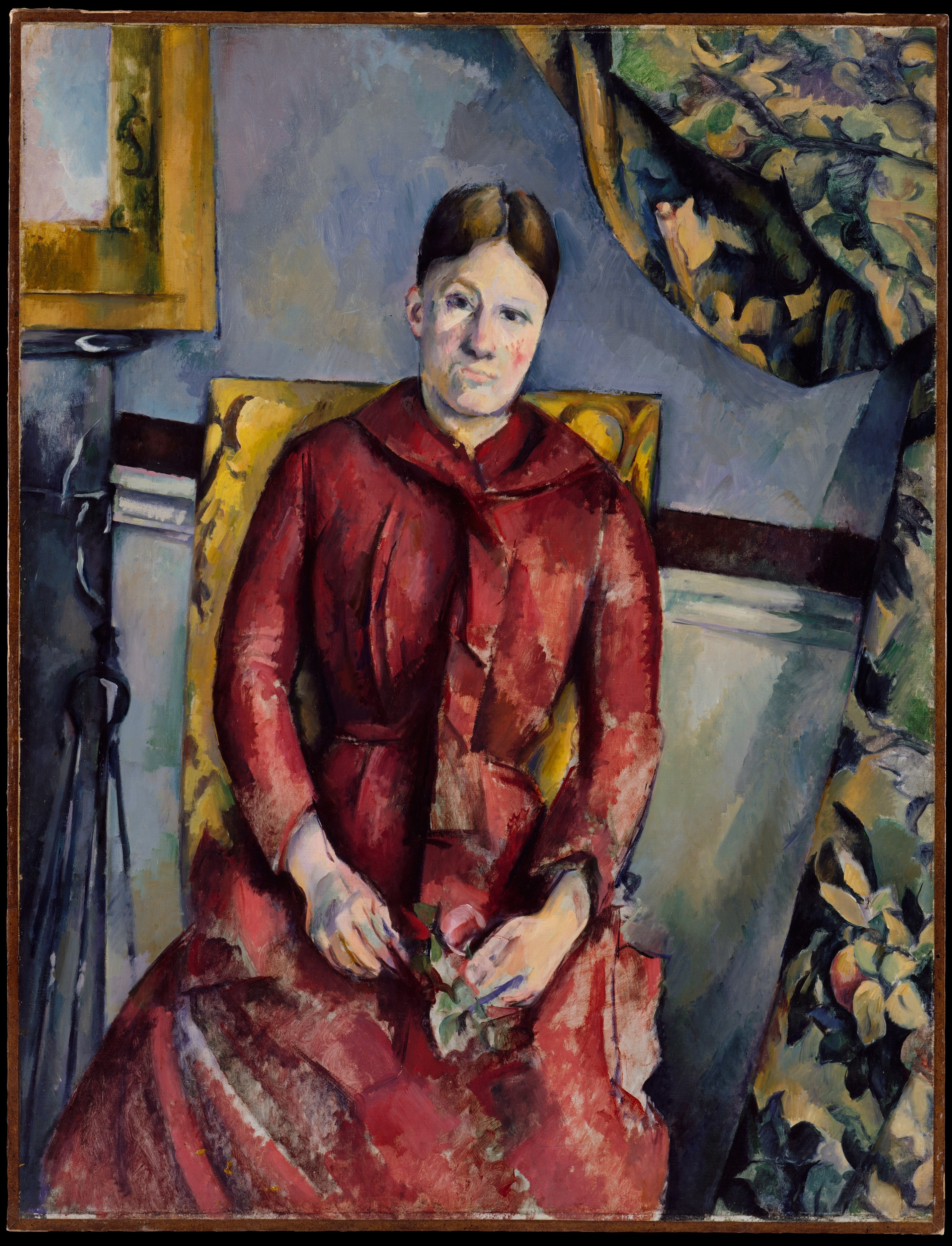
Madame Cézanne en robe rouge (1888-90), huile sur toile,, The Metropolitan Museum of Art, New York

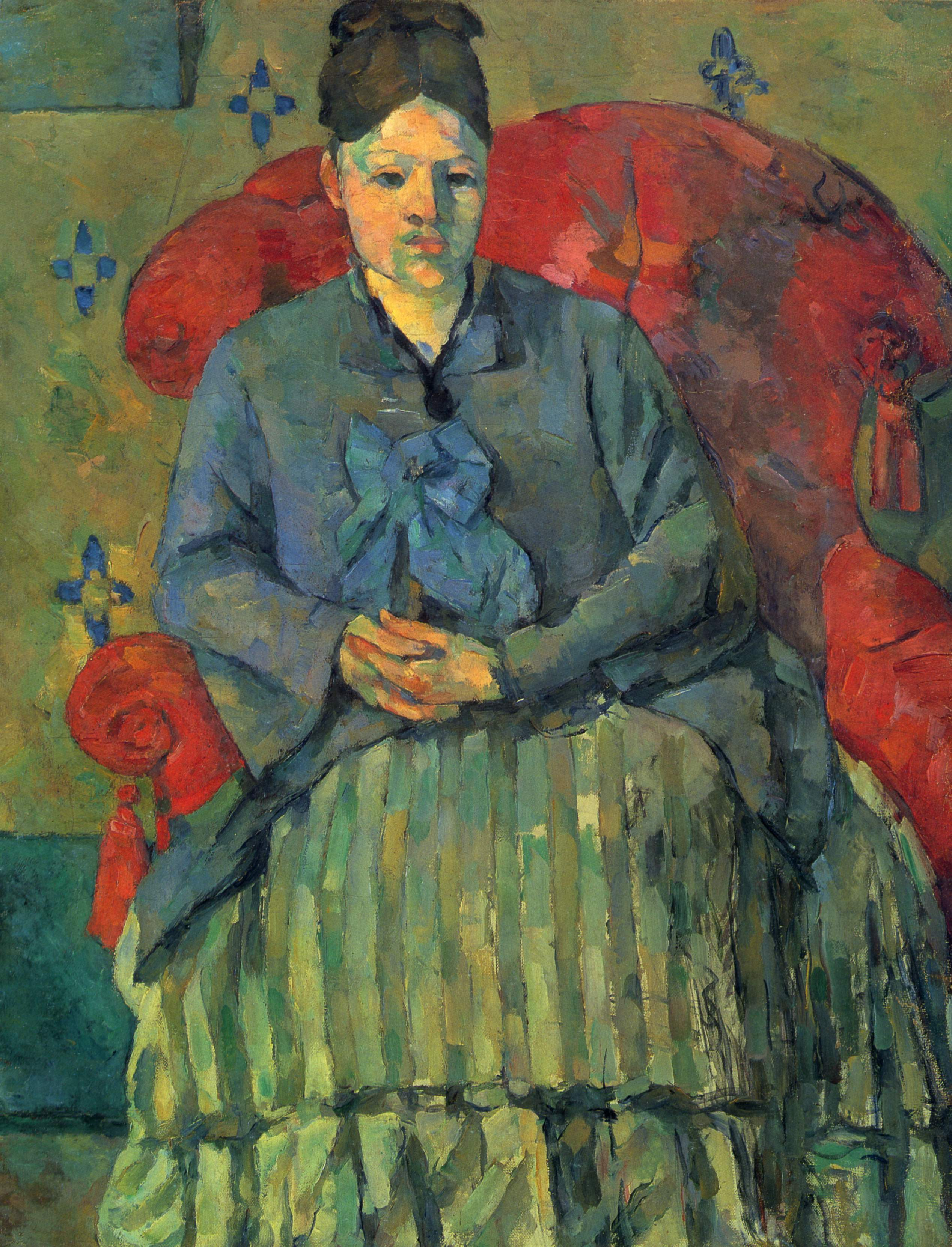
Madame Cézanne dans un fauteuil rouge, 1877. Musée des beaux-arts, Boston
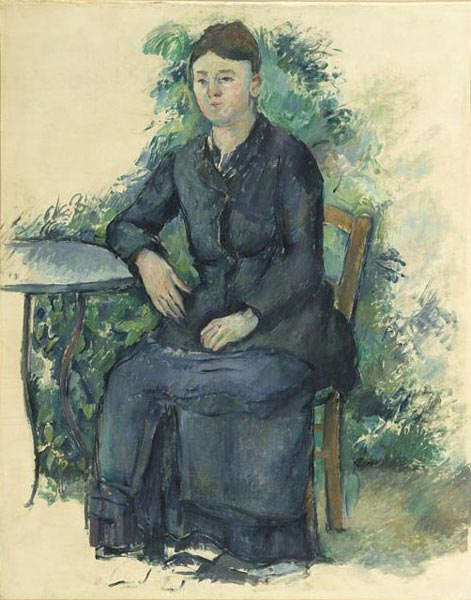
Madame Cézanne au jardin, 1879-1880, huile sur toile, musée de l'Orangerie
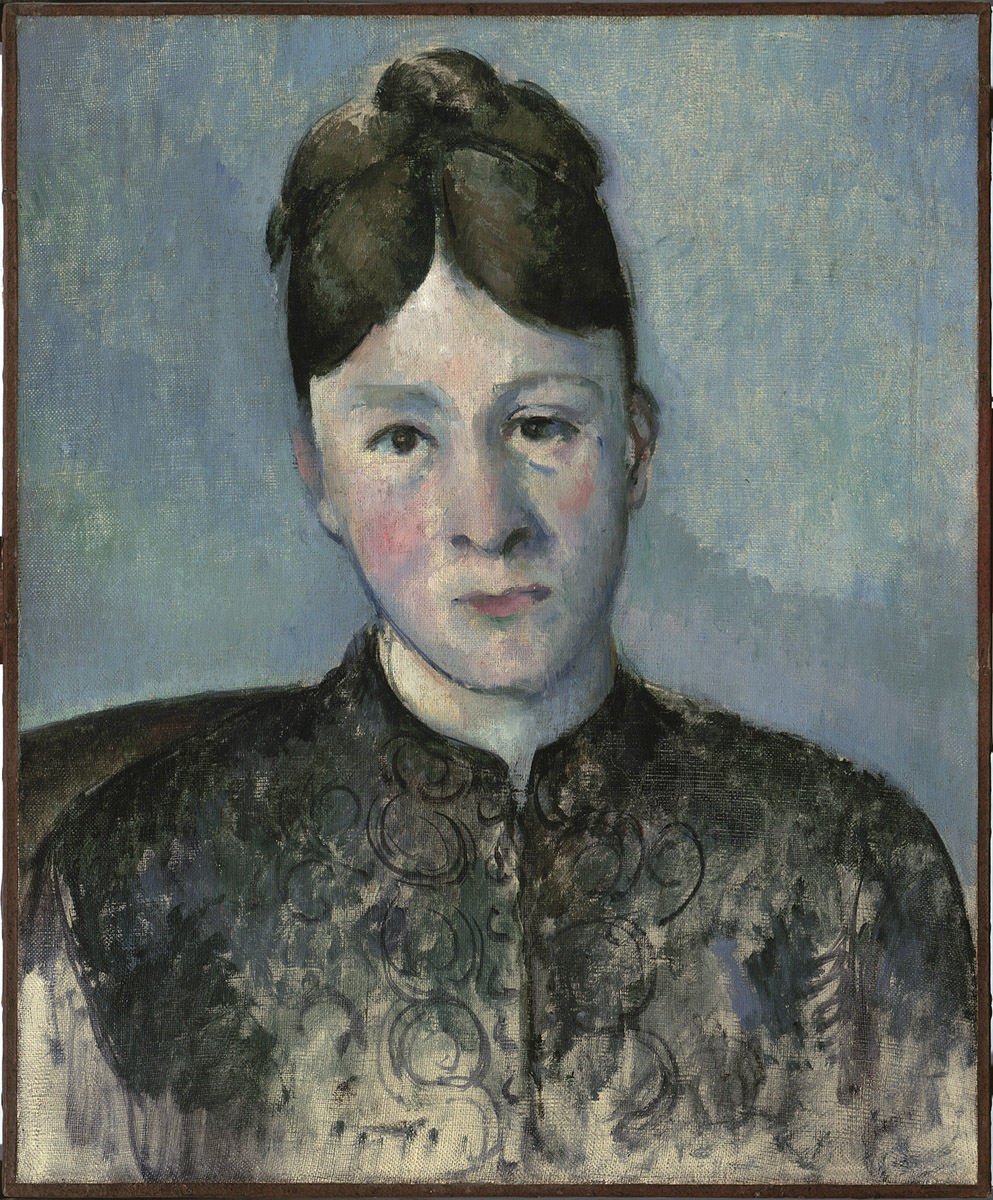
Portrait de Madame Cézanne, c. 1885, musée Berggruen
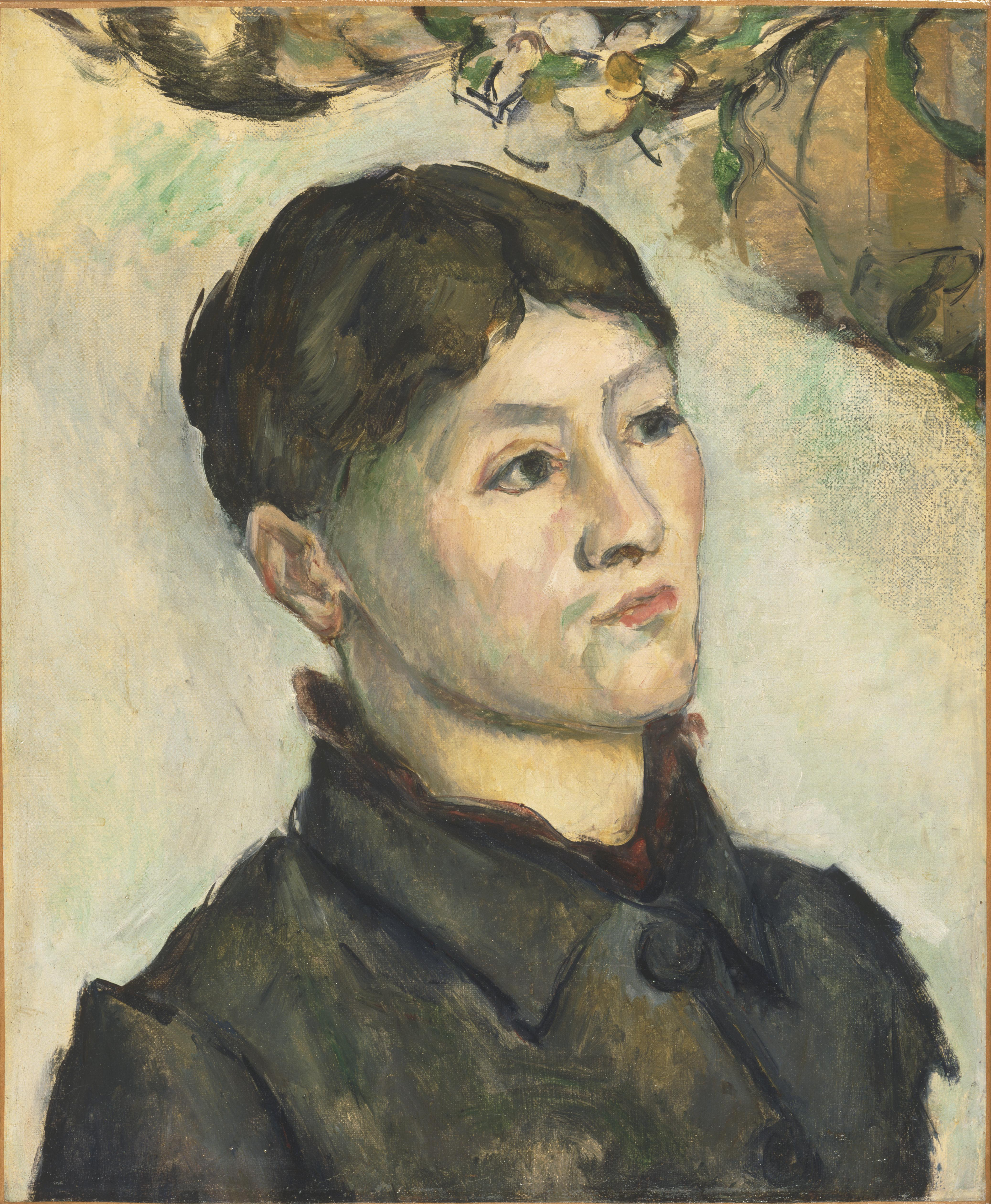
Portrait de Madame Cézanne, 1885, Philadelphia Museum of Art
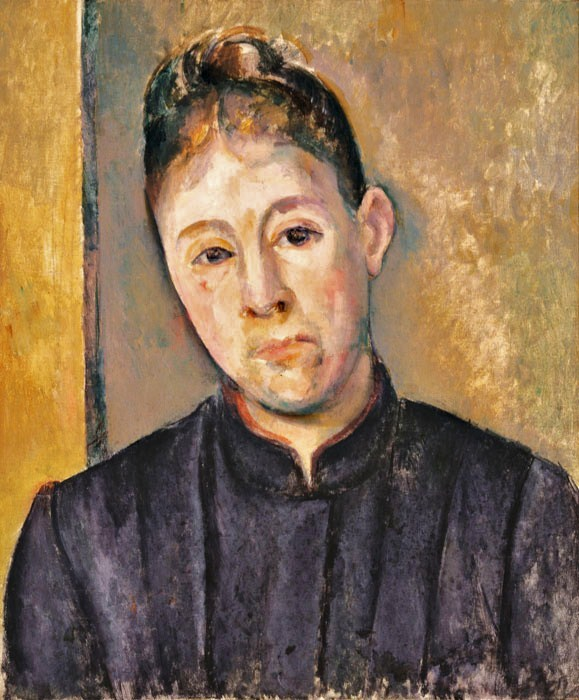
Portrait de Madame Cézanne, 1885-1886, musée d'Orsay
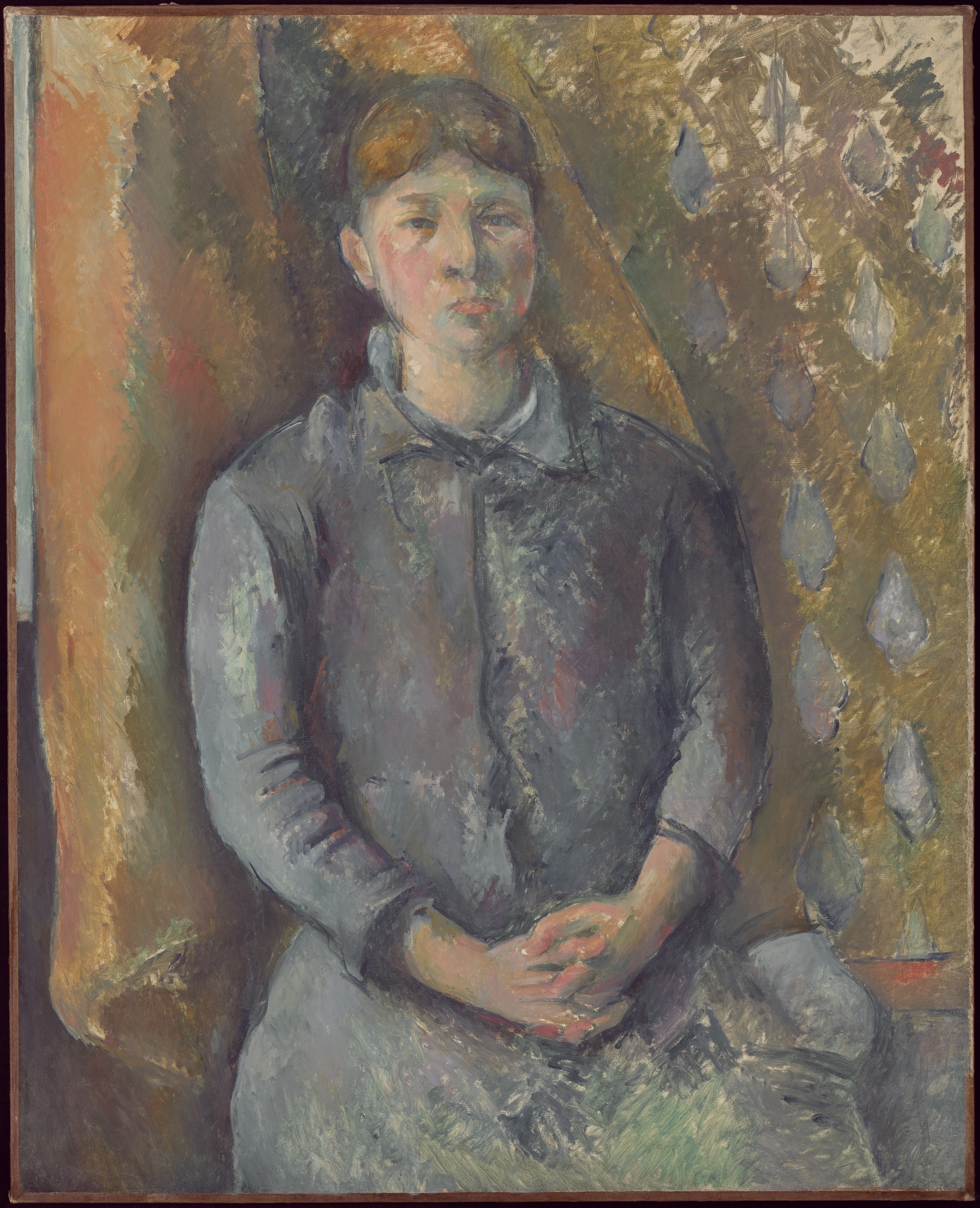
Madame Cézanne, c. 1886, huile sur toile, Art Institute of Chicago
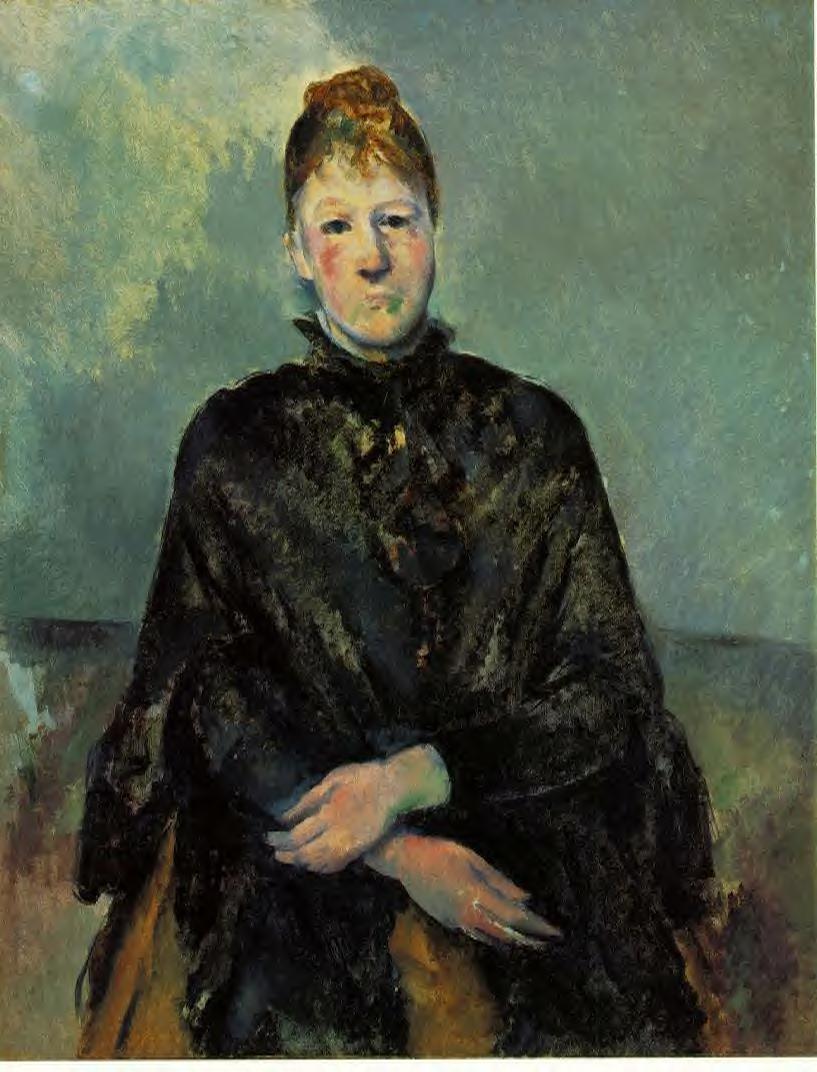
Portrait de Madame Cézanne, 1885-1887, Fondation Barnes
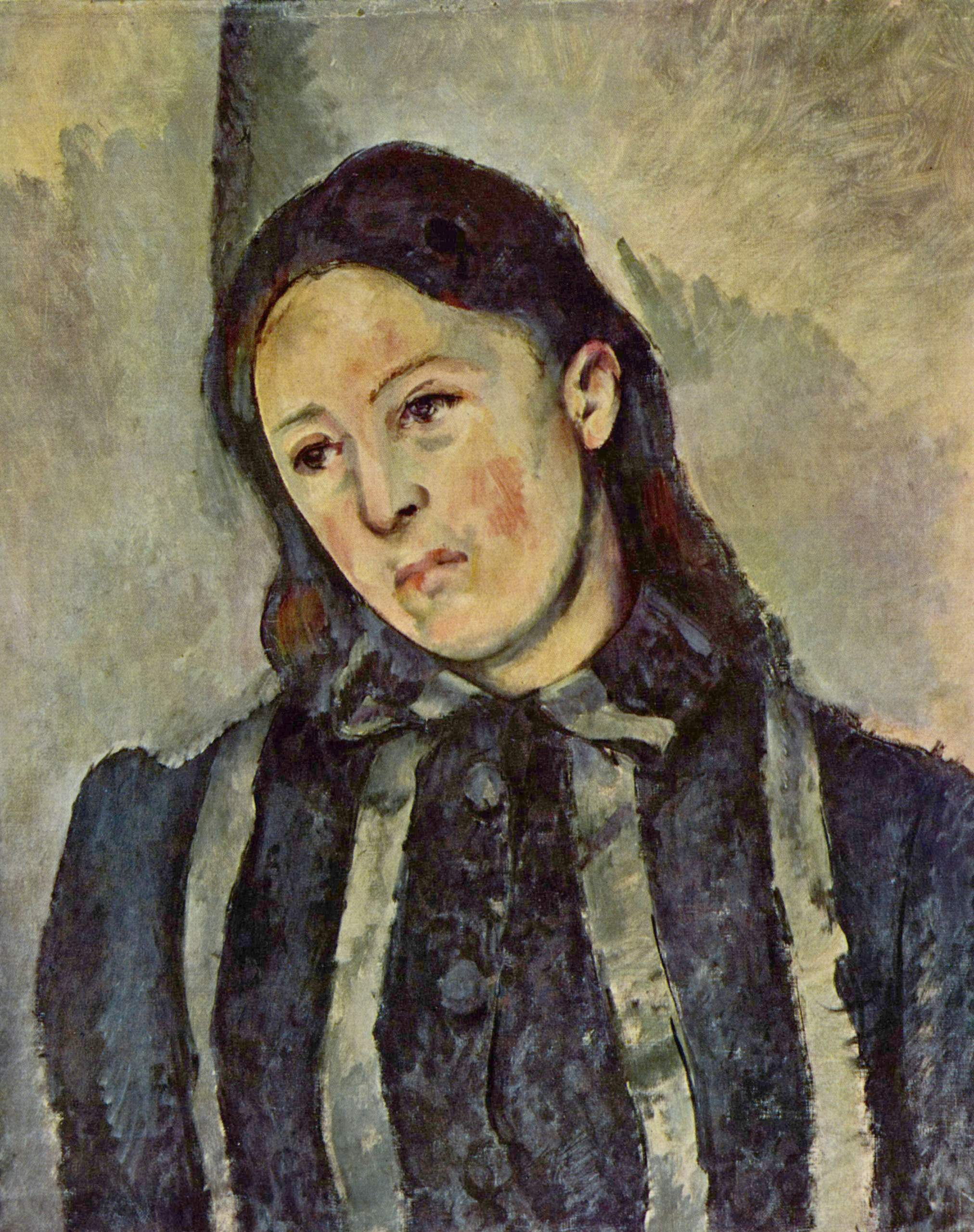
Portrait de madame Cézanne, cheveux lâchés, c. 1883-1887, Philadelphia Museum of Art
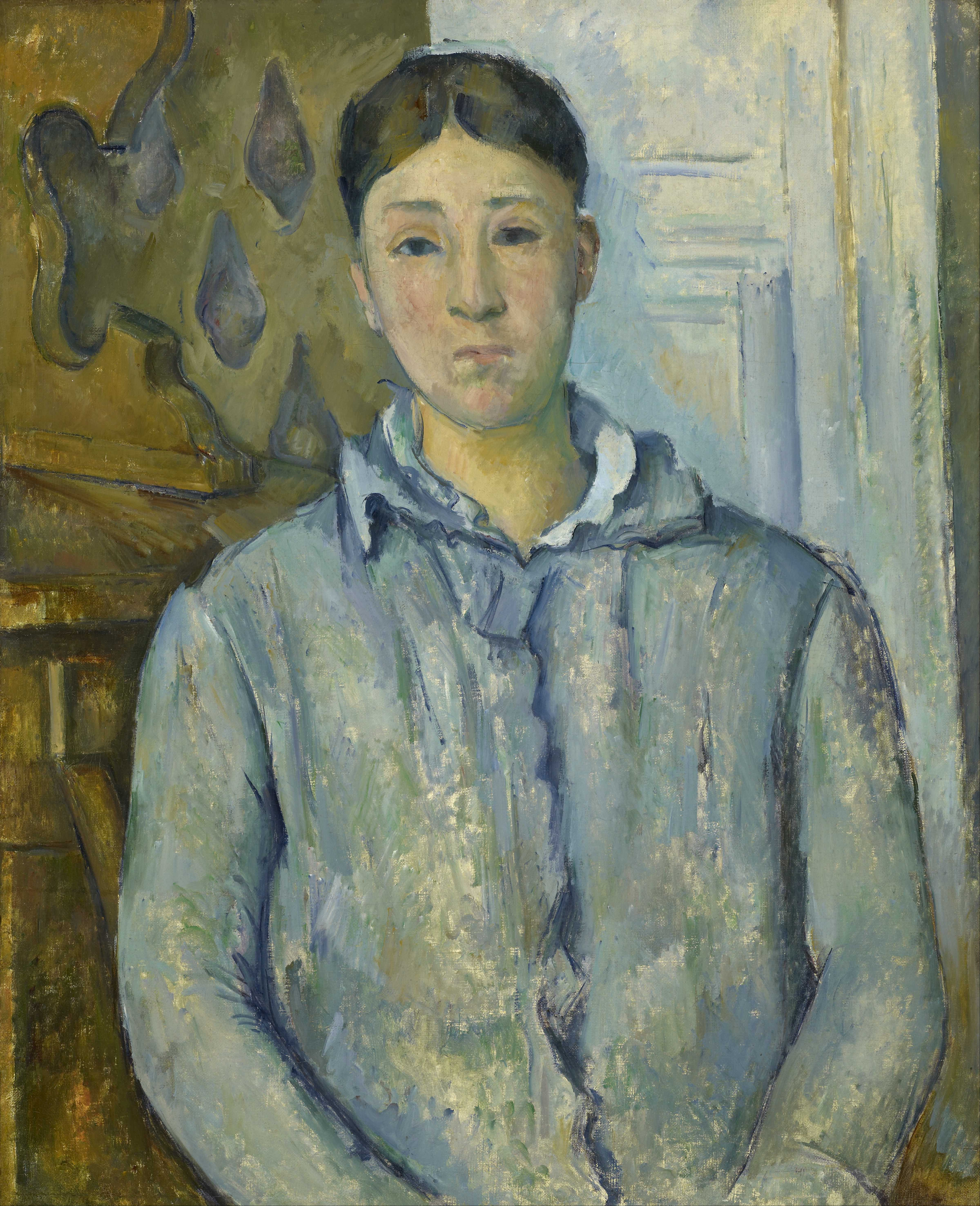
Madame Cézanne en bleu, 1890, musée des Beaux-Arts de Houston
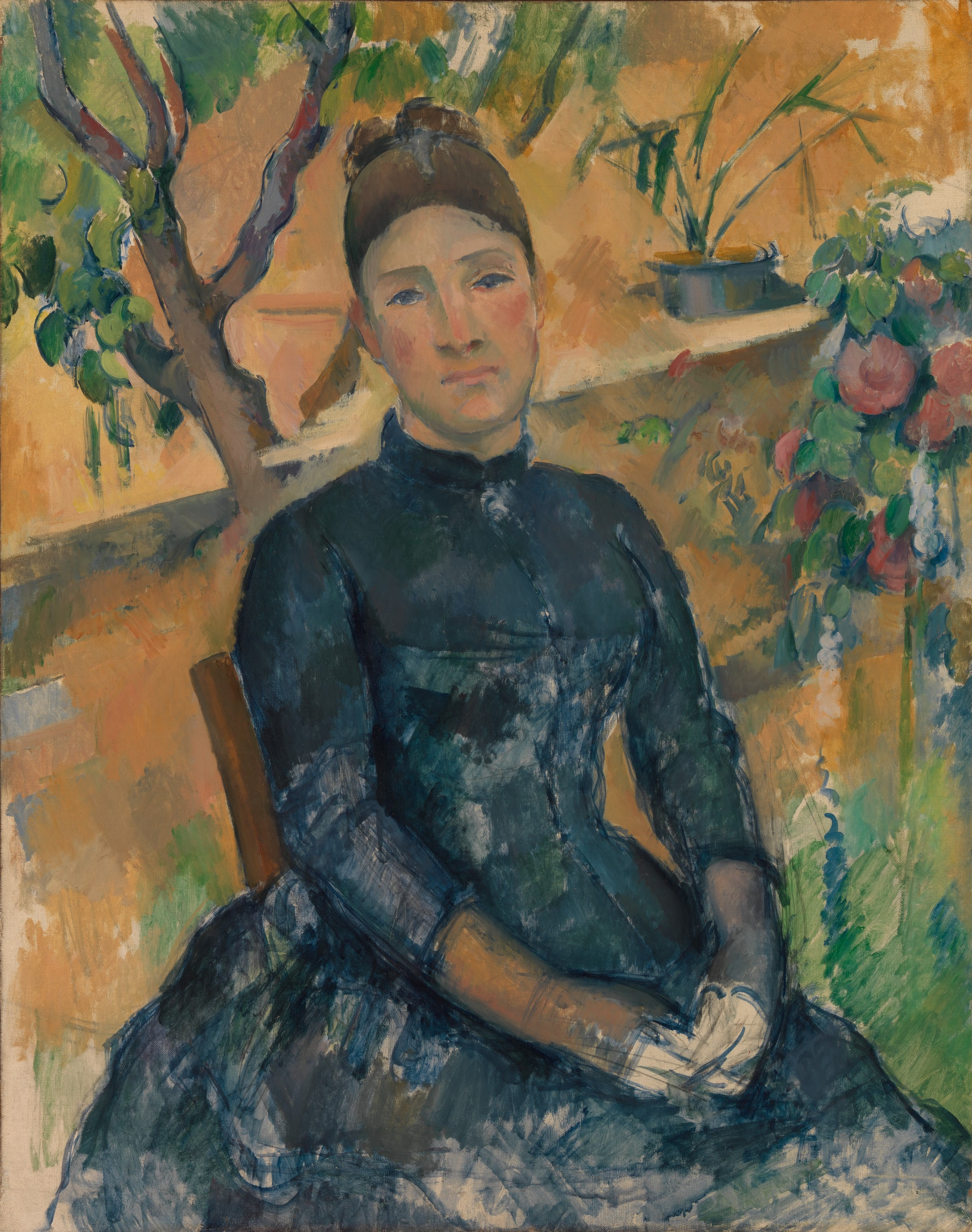
Madame Cézanne dans la serre, 1890, Metropolitan Museum of Art, New York
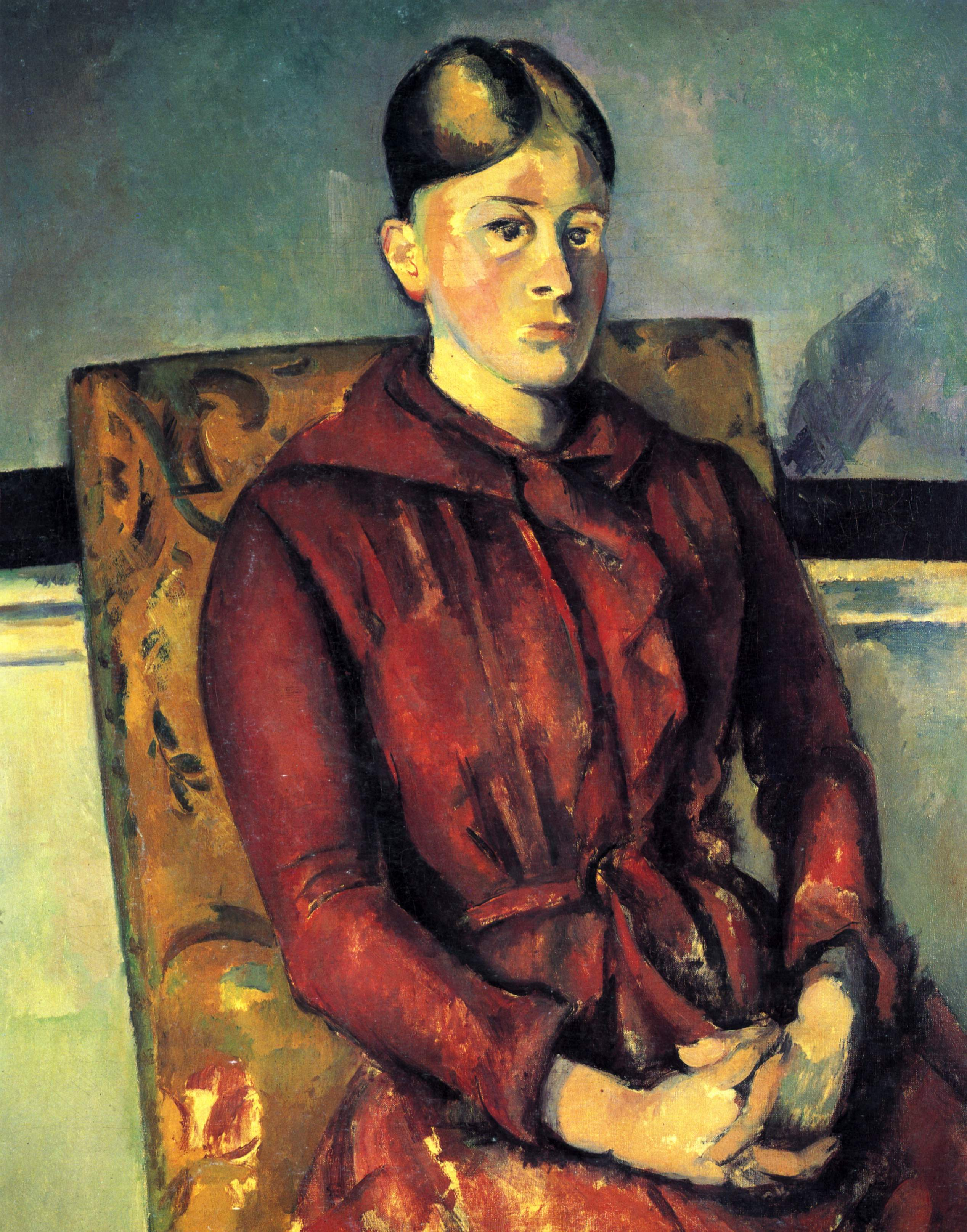
Madame Cézanne au fauteuil jaune, 1888-1890, Art Institute of Chicago
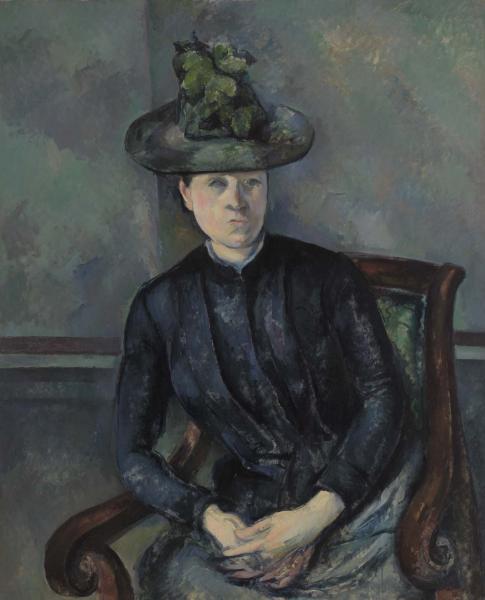
Femme au chapeau vert (Madame Cézanne), 1894-1895, Fondation Barnes
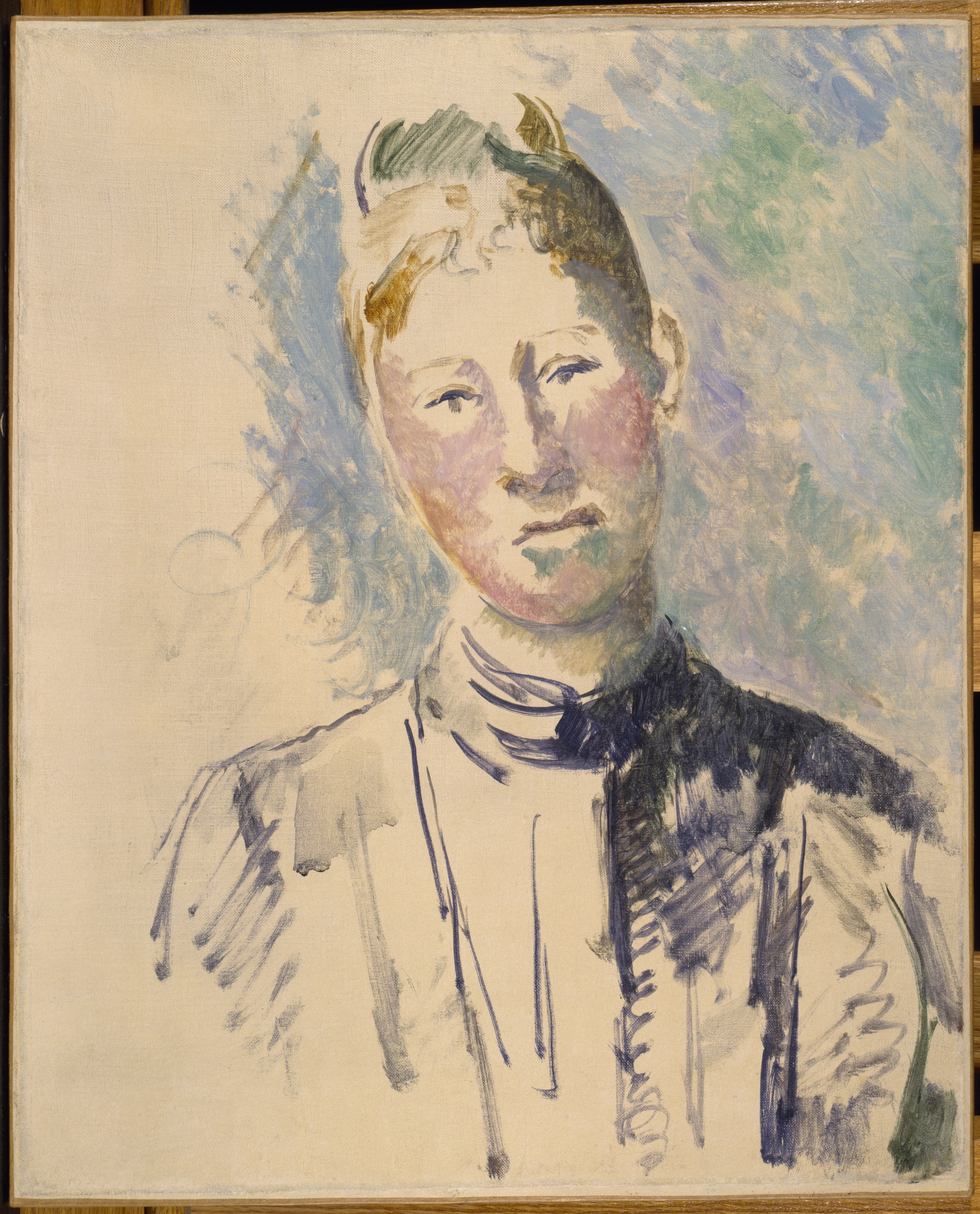
Madame Cézanne, 1885-87, musée Solomon-R.-Guggenheim (New York)